# Eugeniusz Mucha
Eugeniusz Mucha (ur. 31 marca 1927 w Niewodnej, zm. 30 grudnia 2012 w Krakowie) – polski malarz.

## Życiorys
W 1955 ukończył studia w Akademii Sztuk Pięknych w Krakowie, dyplom uzyskał w pracowni Tadeusza Łakomskiego. W latach 80. uczestniczył w ruchu kultury niezależnej.
Był przedstawicielem malarstwa figuralnego, często podejmował tematykę religijną, malując Jezusa przedstawiał go w zwykłym, ziemskim kontekście. Opracował lub wykonał polichromie dla obiektów sakralnych, m.in. w kościele św. Anny w Niewodnej (1958), kościele św. Józefa w Rzeszowie (1961-1962), kaplicy akademickiej KUL (1965), kościołach w Łętowni (1966-1967), Lutczy (1968-1969), Lublińcu Starym (1974-1975), Oleszycach (1980-1984), Potoku Jaworowskim i Zapałowie
Był laureatem Nagrody im. Witolda Wojtkiewicza (2000) i Dorocznej Nagrody Ministra Kultury i Dziedzictwa Narodowego w dziedzinie sztuk plastycznych (2007). W 2011 otrzymał Srebrny Medal „Zasłużony Kulturze Gloria Artis”
Pochowany na Cmentarzu Grębałowskim w Krakowie.